# WDR 2 Morgenmagazin
Das WDR 2 Morgenmagazin ist eine tägliche Hörfunksendung im öffentlich-rechtlichen Radioprogramm WDR 2. Die Sendung wird seit 1967 ausgestrahlt.

## Sendetermine
Das WDR 2 Morgenmagazin wird unter der Woche von Montag bis Freitag zwischen 5 Uhr und 9 Uhr ausgestrahlt. Moderiert wird es dabei von einer Moderatorin und einem Moderator. In der Regel sind dies Jan Malte Andresen, Sabine Heinrich, Johanna Horn, Fabian Raphael und Conny Raupold. Am Samstag wird die Sendung von einem einzelnen Moderator oder einer einzelnen Moderatorin präsentiert, Sendezeit ist 6 Uhr bis 9 Uhr. Samstags wird die Sendung in der Regel von Tobias Altehenger oder Michelle Fausten moderiert.
- Montag bis Freitag: 5 Uhr – 9 Uhr, Moderation: Jan Malte Andresen, Sabine Heinrich, Johanna Horn, Fabian Raphael oder Conny Raupold
- Samstag: 6 Uhr – 9 Uhr, Moderation: Tobias Altehenger oder Michelle Fausten

Die Moderation wechselt in der Regel alle zwei Wochen. Am Sonntag wird das Morgenmagazin nicht gesendet. Stattdessen wird zwischen 6 Uhr und 8 Uhr die Sendung „WDR 2 Sonntagmorgen“ und zwischen 8 Uhr und 9 Uhr „WDR 2 Sonntagsfragen“ gesendet. Unterbrochen wird das Morgenmagazin dabei zu jeder vollen Stunde für die Nachrichten „WDR aktuell“ und zur halben Stunde zur kurzen Ausgabe von WDR aktuell und der regionalen Sendung aus den Landesstudios „Lokalzeit auf WDR 2“. Die Unterbrechungen dauern dabei jeweils etwa 5 Minuten.

## Geschichte
Das Morgenmagazin startete am 13. Februar 1967 als morgendliche Ergänzung zum sehr erfolgreichen WDR 2 Mittagsmagazin. Gesendet wurde zunächst zwischen 6 Uhr und 8:45 Uhr. Die ersten Moderatoren waren Gisela Marx und Reinhard Münchenhagen. Zur Programmreform 1995 wurde die Doppelmoderation im Morgenmagazin eingestellt und durch eine Einzelmoderation ersetzt. Zur Programmreform 2013 wurde die Sendezeit des Morgenmagazins erweitert, bisher sendete es nur zwischen 5 Uhr und 9 Uhr, ab 2013 auch bis 10 Uhr. 2017 wurde im Zuge der Programmreform das Morgenmagazin wieder auf 9 Uhr gekürzt und umbenannt, seitdem leif es unter dem Namen „WDR 2 Der Morgen“. Ende November 2020 wurde die Sendung „WDR 2 Der Morgen“ wieder zurück benannt und trägt seitdem wieder den Namen WDR 2 Morgenmagazin. Der WDR begründete dies mit „einem gestiegenen Informations- aber auch Diskussionsbedürfnis“. Zudem wurde das Morgenmagazin während des Lockdowns auf eine Sendezeit bis 10 Uhr vorübergehend verlängert.